# Офьорд
Офьорд (норв. Åfjord) — коммуна в губернии Сёр-Трёнделаг в Норвегии. Административный центр коммуны — город Орнес. Официальный язык коммуны — нейтральный. Население коммуны на 2007 год составляло 3232 чел. Площадь коммуны Офьорд — 953,71 км², код-идентификатор — 1630.

## История населения коммуны
Население коммуны за последние 60 лет.

Статистика коммуны Офьорд